# قرار مجلس الأمن التابع للأمم المتحدة رقم 1688
قرار مجلس الأمن التابع للأمم المتحدة رقم 1688، المتخذ بالإجماع في 16 يونيو 2006، بعد التذكير بجميع القرارات السابقة بشأن الحالة في ليبيريا وسيراليون وغرب إفريقيا، بما في ذلك القرارات 1470 (2003) و1508 (2003) و1537 (2004) و1638 (2005)، وافق المجلس على نقل الرئيس الليبيري السابق تشارلز تيلور إلى المحكمة الخاصة بسيراليون التي تم نقلها إلى لاهاي في هولندا، بسبب مخاوف أمنية.
وافقت هولندا على استضافة المحاكمة فقط في حالة سجن تشارلز تيلور في دولة ثالثة.

## القرار

### أعمال
وبموجب الفصل السابع من ميثاق الأمم المتحدة، أشار المجلس أنه سيتم إنشاء دائرة ابتدائية في هولندا لممارسة مهامها بعيدًا عن مقر المحكمة الخاصة. ورحب بقرار الحكومة الهولندية استضافة المحاكمة وعزم المحكمة الجنائية الدولية على استخدام مبانيها لاحتجاز تشارلز تيلور ومحاكمته. وفي هذا السياق، كان التعاون من جميع الدول مطلوبًا وأن يساعد الأمين العام كوفي عنان في الترتيبات.
وفي الوقت نفسه، طُلب من المحكمة الخاصة إتاحة الإجراءات للجمهور من خلال رابط الفيديو، حيث منحت ولاية قضائية حصرية على تشارلز تيلور أثناء عملية الاحتجاز والمحاكمة. كان على الحكومة الهولندية تسهيل المحاكمة من خلال:
(أ) السماح باحتجاز ومحاكمة تشارلز تايلور؛
(ب) تسهيل نقل تشارلز تايلور أثناء وجوده في هولندا؛
(ج) التمكين من مثول الشهود والخبراء وغيرهم في المحاكمة بنفس الطريقة المتبعة في المحكمة الجنائية الدولية ليوغوسلافيا السابقة.
أعفى القرار تشارلز تيلور من أحكام القرار 1521 (2003) لأغراض السفر داخل هولندا، وأشار إلى أن التكاليف ستتحملها المحكمة الخاصة التي تمول من خلال مساهمات من الدول.

## روابط خارجية
- نص القرار في undocs.org